# 아미란테 제도

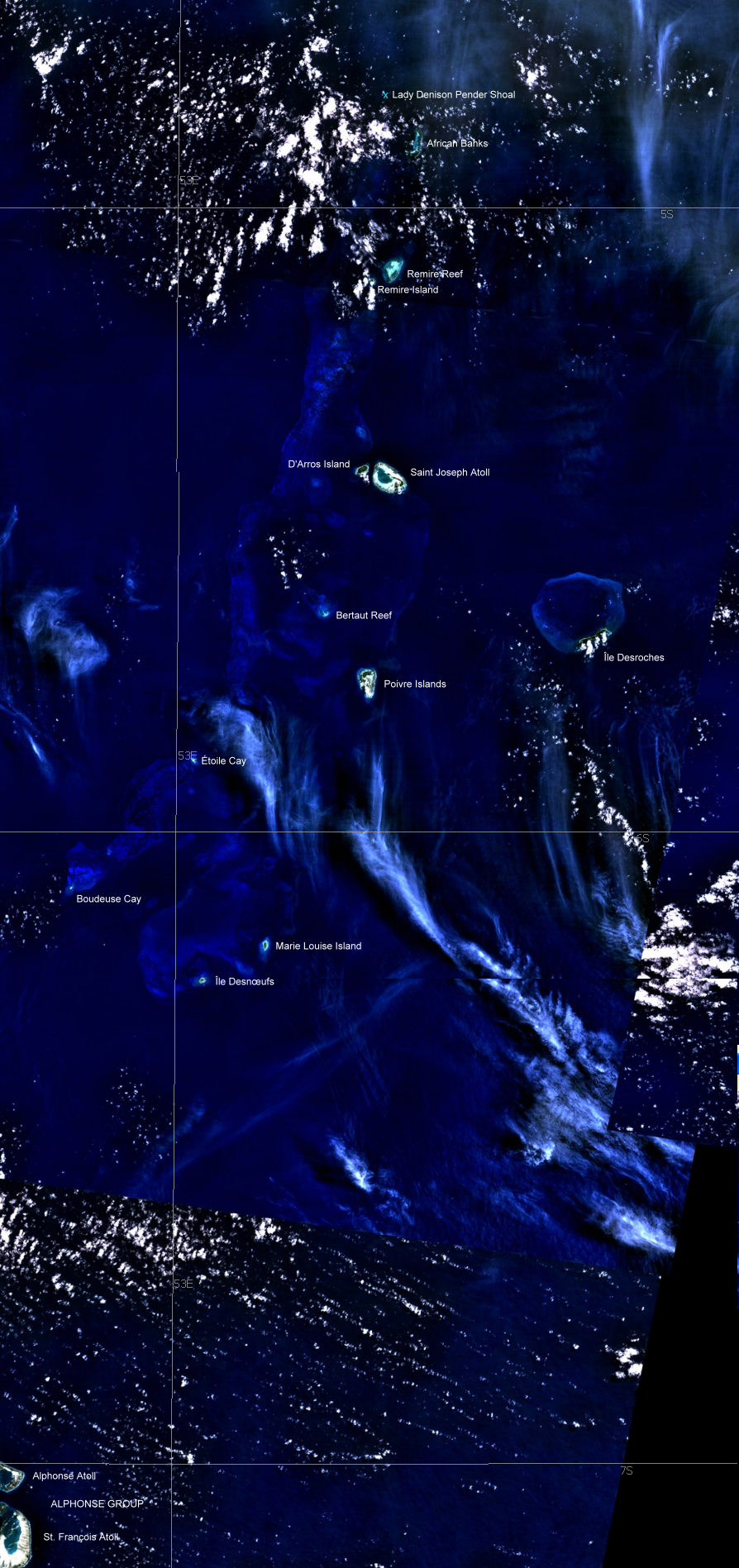
위성 사진

아미란테제도(Amirante Islands, Les Amirantes)는 세이셸의 외곽 섬들에 속하는 산호 섬과 환초군이다.
총 면적은 11.5km2이며 총 인구 수는 300명이다.

## 역사
아미란테제도는 1503년 바스쿠 다 가마가 자신의 제2차 여행 기간 중 발견한 섬이며 나중에 제독의 제도(Ilhas do Almirante)라는 이름이 붙었다. 아랍과 인도 무역인들이 이 섬들을 과거에 알고 있었을 가능성이 있다.

## 섬
8개의 단일 섬들, 그리고 18개의 작은 섬들이 있는 3개의 환초가 있다. 이 11개 섬 외에 완전성을 기하기 위해 다음의 표는 작은 섬이 없는 암초와 모래톱 항목을 나열해 놓고 있다. 가장 큰 5곳은 유인도이다. 표에서 각기 다른 섬의 유형은 각기 다른 배경색으로 표시된다.
|    | 섬/환초/모래톱 (다른 이름)         | 유형             | 면적 (km2) | 인구 추정치 | 위치                                                             |
| -- | ---------------------------------- | ---------------- | ---------- | ----------- | ---------------------------------------------------------------- |
| 1  | Lady Denison-Pender                | 수중 모래톱      | -          | -           | 남위 04° 49′ 동경 53° 20′  / 남위 4.817° 동경 53.333°            |
| 2  | en:African Banks (African Islands) | 샌드 케이        | 0.04       | -           | 남위 04° 53′ 동경 53° 24′  / 남위 4.883° 동경 53.400°            |
| 3  | en:Remire Reef                     | 건조 모래톱      | -          | -           | 남위 05° 05′ 동경 53° 21′  / 남위 5.083° 동경 53.350°            |
| 4  | Remire (Eagle)                     | 상승된 샌드 케이 | 0.27       | 6           | 남위 05° 07′ 동경 53° 19′  / 남위 5.117° 동경 53.317°            |
| 5  | D'Arros                            | 샌드 케이        | 1.71       | 42          | 남위 05° 24.5′ 동경 53° 18′  / 남위 5.4083° 동경 53.300°         |
| 6  | St. Joseph                         | 환초             | 1.63       | 0           | 남위 05° 25′ 동경 53° 20′  / 남위 5.417° 동경 53.333°            |
| 7  | Bertaut                            | 샌드 케이        | 0.002      | -           | 남위 05° 39′ 06″ 동경 53° 14′ 18″ / 남위 5.65167° 동경 53.23833° |
| 8  | Desroches                          | 환초             | 4.02       | 100         | 남위 05° 41′ 동경 53° 41′  / 남위 5.683° 동경 53.683°            |
| 9  | Poivre                             | 환초             | 2.78       | 10          | 남위 05° 46′ 동경 53° 19′  / 남위 5.767° 동경 53.317°            |
| 10 | Étoile                             | 샌드 케이        | 0.05       | -           | 남위 05° 53′ 동경 53° 01′  / 남위 5.883° 동경 53.017°            |
| 11 | Boudeuse                           | 샌드 케이        | 0.03       | -           | 남위 06° 05′ 31″ 동경 52° 49′ 50″ / 남위 6.09194° 동경 52.83056° |
| 12 | Marie Louise                       | 상승된 샌드 케이 | 0.556      | 150         | 남위 06° 11′ 동경 53° 08′  / 남위 6.183° 동경 53.133°            |
| 13 | Desnœufs (Île des Noeufs)          | 상승된 샌드 케이 | 0.45       | -           | 남위 06° 14′ 동경 53° 03′  / 남위 6.233° 동경 53.050°            |
|    | 아미란테 제도                      | 군도             | 11.5       | 300         | 04°49' to 06°14'S, 52°50° to 53°41'E                             |

## 이미지 갤러리

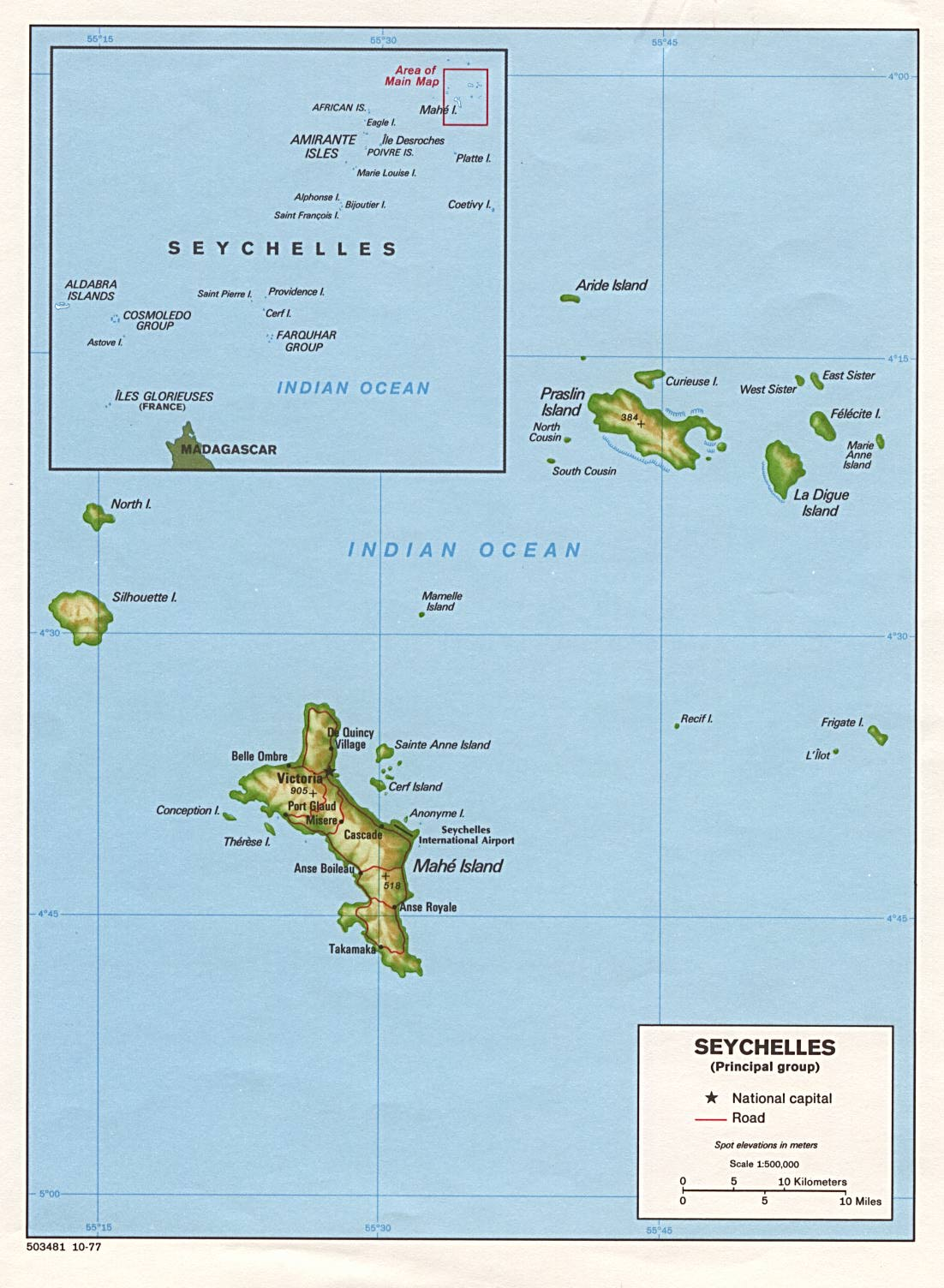
Map 1
District Map
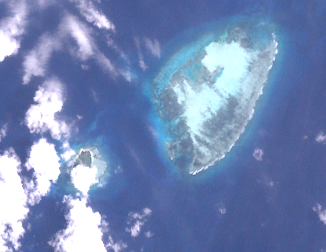
Remire (Eagle) Island and Remire Reef (미국 항공 우주국 Satellite Image)
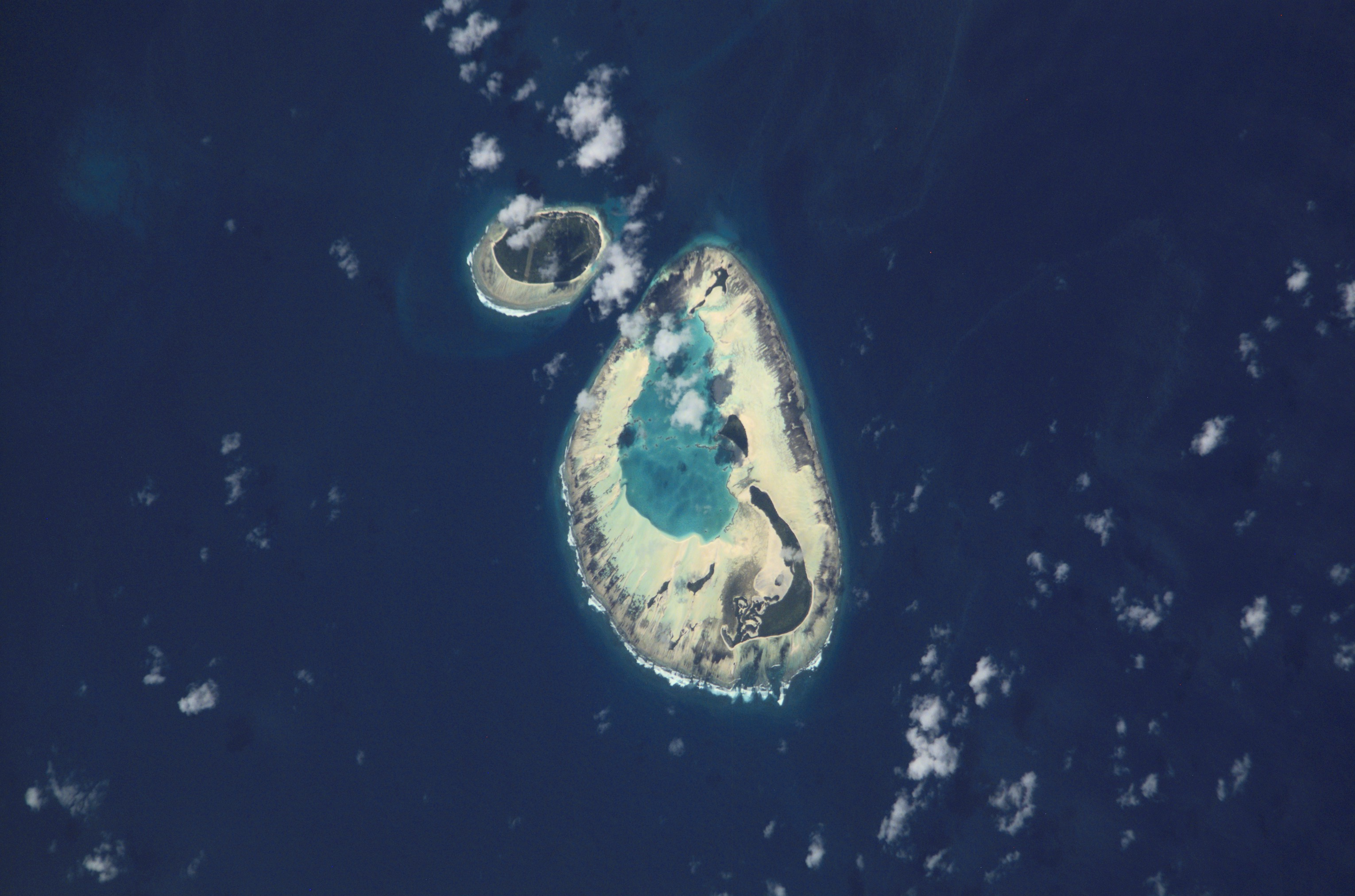
NASA astronaut image of en:St. Joseph Atoll and en:D'Arros Island.
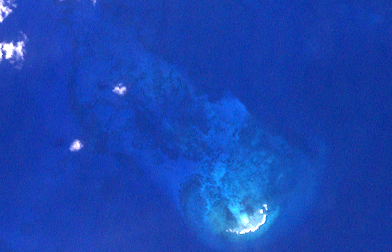
Bertaut Reef (NASA Image)
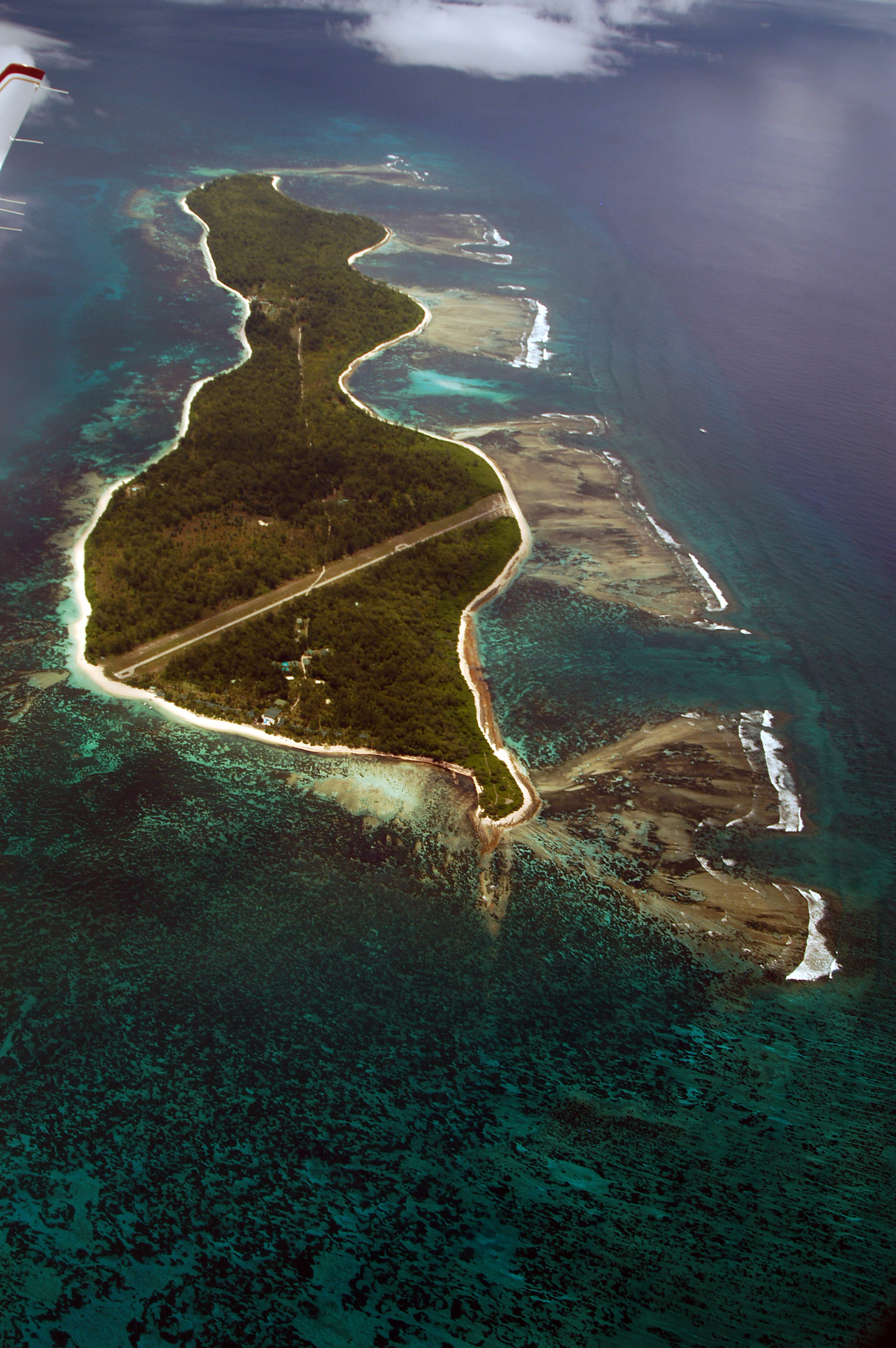
Desroches Island from the southwest
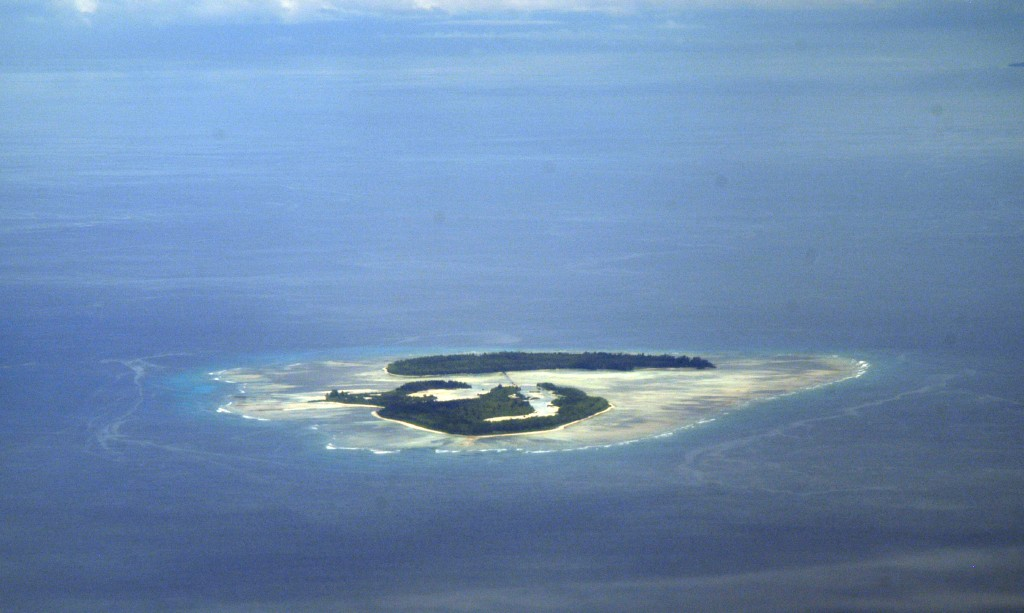
en:Poivre Atoll from the south
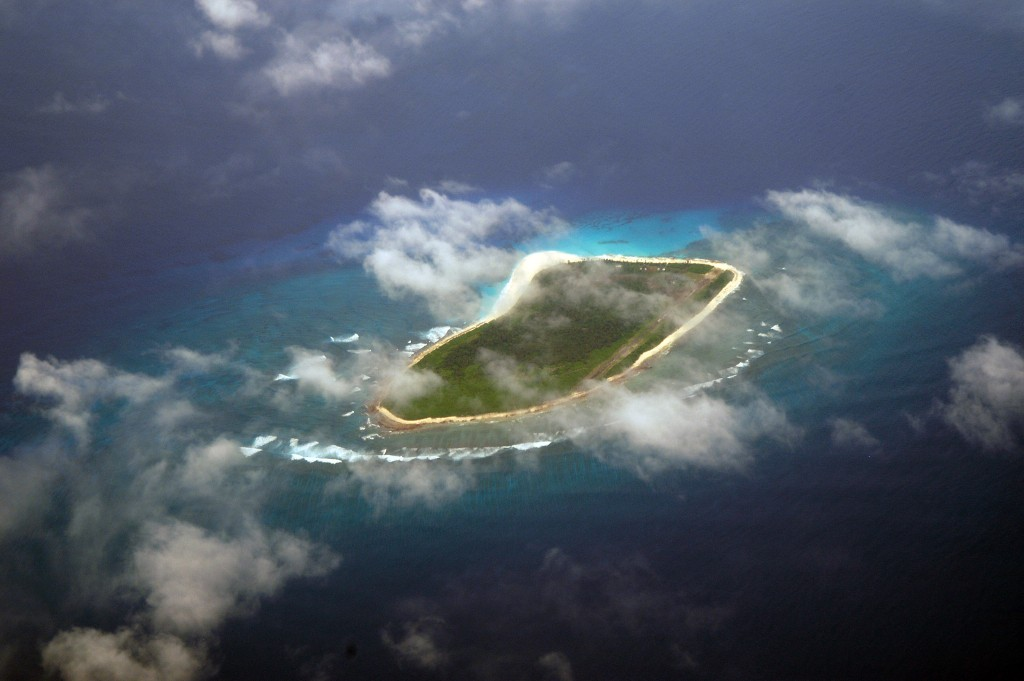
en:Marie Louise Island